# Roberto Becheri
Roberto Becheri (Pistoia, 1º febbraio 1958) è un compositore italiano.

## Biografia
Si è formato al Conservatorio "Luigi Cherubini" di Firenze diplomandosi in Composizione, Musica corale e direzione di coro, Strumentazione per banda; poi all'Università di Bologna laureandosi in Lettere - DAMS. Ha studiato con Gaetano Giani Luporini, Carlo Prosperi, Armando Gentilucci e Giacomo Manzoni.

Terminati gli studi si è dedicato a molteplici attività musicali: compositive, didattiche e di ricerca. Ha teorizzato il "microteatro musicale", un nuovo genere caratterizzato dall'impiego volutamente scarno di tutti gli elementi dell'opera lirica. 
Collabora all'Edizione Nazionale delle Opere di Giovanni Pierluigi da Palestrina. Si è impegnato nel settore organologico, in studi di storia musicale locale (Prato, Firenze, Pistoia) e nel settore musicale amatoriale.

Ha pubblicato il saggio In attesa dell'alba, Udine, Campanotto Editore, 2010, ove ha raccolto i risultati di un lavoro di studio su campi trasversali di interesse quali filosofia, tradizioni, estetica, storia delle religioni, acustica, armonica.

È titolare della cattedra di "Armonia, Contrappunto, Fuga e Composizione" presso il Conservatorio "Luigi Cherubini" di Firenze.

## Composizioni

### Microteatro musicale
- Wolfy & Wenus, per tenore, mimo, violino, flauto, corno di bassetto, pianoforte, glockenspiel, libretto di Roberto Becheri, Udine, Pizzicato Edizioni Musicali, 1991
- Gran Finale, ovvero: Bisticcio in famiglia, per soprano, baritono, attore, flauto-ottavino, violino, fagotto, pianoforte, libretto di Roberto Becheri, Udine, Pizzicato Edizioni Musicali, 1992
- Nell'attesa, per tenore, pianoforte, violoncello, comparse, libretto di Roberto Becheri, Udine, Pizzicato Edizioni Musicali, 1992
- Il carnevale degli animali di Venezia, per baritono, attore/cantante, flauto, clarinetto, violoncello, libretto di Roberto Becheri, Udine, Pizzicato Edizioni Musicali, 1993
- Hotel-law, ovvero: il Palazzo di Giustizia, per tenore, attrice/cantante, sax baritono, pianoforte, percussioni, comparse, libretto di Roberto Becheri, Udine, Pizzicato Edizioni Musicali, 1994
- Il Birraio di Monaco, per tenore, baritono, attrice/cantante, violoncello, pianoforte, libretto di Roberto Becheri, Udine, Pizzicato Edizioni Musicali, 1995
- Delia, per soprano, mezzosoprano, attrice/cantante, attore, pianoforte, libretto di Roberto Becheri, Udine, Pizzicato Edizioni Musicali, 1996
- Due a zero, per tenore, mimo, chitarra, voce fuori campo, libretto di Roberto Becheri, Udine, Pizzicato Edizioni Musicali, 1997
- La pagella, per baritono, soprano, contralto, voce bianca, tromba, glockenspiel, percussioni, libretto di Roberto Becheri, Udine, Pizzicato Edizioni Musicali, 1998
- Io vissi pargoletta, dal trittico Lucretia, ritratto di donna, per soprano (o mezzosoprano), mezzosoprano (o contralto), clavicembalo, libretto di Roberto Becheri, Adliswil, Svizzera, Pizzicato Verlag Helvetia, 2003
- Lucrezia dottoressa Borgini, ovvero: I doveri d'ufficio, dal trittico Lucretia, ritratto di donna, per soprano (o mezzosoprano), mezzosoprano (o soprano), contralto (o mezzosoprano), clavicembalo, comparsa, libretto di Roberto Becheri, 2003, inedito
- La badessa di San Bernardino, dal trittico Lucretia, ritratto di donna, per soprano (o mezzosoprano), mezzosoprano (o soprano), contralto (o mezzosoprano), organo elettronico, comparsa, libretto di Roberto Becheri, 2003, inedito

### Teatro musicale
- Torneo e festa alla corte di Federico II, spettacolo musicale per soprano, tenore, flauto, liuto, tamburi, chiarine, attori, comparse. Soggetto e testo di Roberto Becheri, 1994
- Un caffè al Fabbricone, spettacolo musicale in forma di café chantant con servizio al tavolo. Per soprano, mezzosoprano, tenore, baritono, cantattrice, mimattrice, attori, comparse del pubblico; flauto, sax, chitarra, violoncello, pianoforte e percussioni. Soggetto e testo di Roberto Becheri, 2000
- Il ritorno di Euridice, melodramma per mezzosoprano, tenore, basso, baritono, coro (S, MS, C, T, Bar), 2 mimi, orchestra (flauto, clarinetto, corno, violini I, II, III, IV, viola, violoncello). Libretto di Flavia Quadrini, 2009
- Il Generale è in città!, spettacolo musicale per soprano, baritono, coro, pianoforte, banda, attori, comparse. Soggetto e testo di Roberto Becheri. Musiche di autori risorgimentali e canti popolari del Risorgimento: arrangiamenti di Roberto Becheri, 2011
- L'intervista dell'anno, spettacolo musicale in forma di talk-show per due attori, baritono, coro, pianoforte, banda e comparse. Soggetto e testo di Roberto Becheri. Musiche di autori risorgimentali e canti popolari del Risorgimento: arrangiamenti di Roberto Becheri, 2011
- Anno Domini 1512 - Sacco di Prato crudelissimo, spettacolo musicale per cinque attori, cantore in ottava rima, soprano, tenore, coro misto, clavicembalo, organo e piccola orchestra. Soggetto e testo di Roberto Becheri. Musica in stile XVI secolo di Roberto Becheri, 2012
- Il testimone pratese, breve spettacolo musicale per un attore, soprano, coro misto, clavicembalo, organo e piccola orchestra. Soggetto e testo di Roberto Becheri. Musica in stile XVI secolo di Roberto Becheri, 2012
- La cicogna e il cigno, ovvero D'Annunzio in incognito, spettacolo musicale per cinque attori, soprano, tenore, coro misto, piccolo coro virile, voci bianche, organo e piccola orchestra. Soggetto e testo di Roberto Becheri. Musica in stile XIX secolo di Roberto Becheri, 2013

### Teatro musicale per ragazzi
- Il mare dei sogni, per voci bianche, bambini mimo e recitanti, orchestra (3 flauti, flauto-ottavino, oboe, 2 clarinetti, 2 fagotti, 2 corni, 2 trombe, 2 tromboni, tuba, 3 percussioni, pianoforte, archi), soggetto di Roberto Becheri, testi di Serena Raffaelli, 1987
- Canti del Mattino, per voci bianche, bambini mimo, e orchestra di studenti (flauto, oboe, clarinetto, fagotto, tromba, corno, archi e percussioni), soggetto di Roberto Becheri e Marisol Carballo, 1988
- Europa In-cantata, per voci bianche, bambini mimo e recitanti, ensemble professionale (flauto-ottavino, clarinetto-clarinetto basso, violino, violoncello, pianoforte, percussioni), soggetto di Roberto Becheri, testi di Marco Colangelo, 1991
- Sant'uomini, bestie e… cittadini!, per ragazzi che cantano da soli o in coro, recitano, danzano, accompagnati da flauto, chitarra e percussioni, libretto di Flora Gagliardi, 2004
- Bell'Italia, amate sponde, per coro di voci bianche, bambini e ragazzi che recitano, danzano, cantano, accompagnati da pianoforte e piccole percussioni, libretto di Annalena Aranguren, musica e canti popolari del Risorgimento elaborati da Roberto Becheri, 2011
- El 'cantabaile' de los chicos (Il 'cantaballo' dei ragazzi), per coro di voci bianche, corpo di ballo giovanile ed ensemble barocco, libretto di Roberto Becheri, musica di Roberto Becheri basata su temi e brani di autori del XVI-XVII secolo, 2013

### Danza
- Shalom-el, azione coreografica per mezzosoprano e ballerina, su testo di Stéphane Mallarmé, 1986, Udine, Pizzicato Edizioni Musicali, 1990[2]
- Arco, per ballerino solista e corpo di ballo misto, 2 trombe, 2 corni, 2 tromboni, tuba e percussioni, soggetto di Roberto Becheri e Keith Ferrone, 1992
- Le fatiche di Ercole nel cielo stellato, azione coreografica per quartetto d'archi e danzatori, 2000

### Performance
- Aktarus, per nastro magnetico, con diaproiettore, in un percorso-labirinto di installazioni artistiche; organico del nastro: voci cantanti e recitanti (testi di James Joyce), pianoforte preparato, suoni di sintesi, rumori ambientali, 1982
- Alien/a-azione, per due pianisti celati in un grande cubo (5 metri di spigolo) installato in piazza con disegni luminotecnici e diaproiezione, 1983
- La terra desolata, per attore e pianista, con pianoforte preparato e non, con multi-diaproiezione dinamica e amplificazione per effetti voce, su testo di Thomas Stearns Eliot, traduzione di Alessandro Serpieri, 1987
- Armonia delle sfere, per violino, viola, violoncello, tutti suonanti in movimento secondo un percorso stabilito, compreso il violoncello su sé stesso con sedile girevole e puntale con ruota, installazioni artistiche in movimento, costumi e luminotecnica, 1996

### Varie
- Oh, dove, per voce recitante e coro a 24 voci, testo di Edoardo Sanguineti, 1980
- Ricercare, tropo notturno per flauto solo, 1981
- Sera, per soprano e 8 percussionisti, testo di Salvatore Quasimodo, 1981
- Viaggio in un circuito integrato, per flauto, oboe, corno e clarinetto basso, 1982
- Azione, per pianoforte e pennello, 1981, Roma, Edipan, 1994[3]
- Episodi, per marimba, vibrafono e orchestra, 1983
- Ottetto, per quartetto d'archi e quartetto di fiati (flauto e ottavino, clarinetto, corno, trombone), 1985
- Breviloquio, per tromba, flicorno soprano, corno, trombone e tuba, 1986
- Emblema, breviloquio per violino, corno e pianoforte, 1987, Udine, Pizzicato Edizioni Musicali, 1994[4]
- Lirica, per quartetto d'archi, 1988, Roma, Edipan, 1989[5]
- Resonare fibris, per contrabbasso e pianoforte, 1989
- Capanne di neve, cantata da camera per 2 soprano, mezzosoprano, 3 flauti, clarinetto, clarinetto basso, chitarra, pianoforte, contrabbasso, 1989
- Arcane frequenze, per pianoforte e percussioni (vibrafono, marimba, glockenspiel), 1990
- Discanto, per clavicembalo e orchestra d'archi, 1992
- Dissolvenze incrociate, per 7 clarinetti, 1993, Adliswil, Svizzera, Pizzicato Verlag Helvetia, 1998[6]
- Tre Strambotti, falso storico in omaggio a Bartolomeo Tromboncino per soprano, tenore, flauti diritti, liuto, tamburo basco, testi di Piero Gargiulo, 1993
- Meditazioni sull'Oriente, per viola e pianoforte, 1996
- Resonare fibris II, per violoncello e pianoforte, 1997
- Inquietudine Argentina, per pianoforte a quattro mani, 1998, Adliswil, Svizzera, Pizzicato Verlag Helvetia, 1999[7]
- Millennium, sinfonia da camera, 1998
- Il sigillo di Salomone, per organo, 1999
- Sweet Micro Suite, studio per orchestra d'archi, 1999
- Il satellite animato, per attore/i recitante/i e orchestra d'archi, soggetto di Rodolfo Guzzi, testi di Roberto Becheri, 2000
- Für Irene, de-composizione per violoncello, 2003
- Le Tombeau d'un Organiste, toccata quasi una fantasia per organo, Bergamo, Edizioni Carrara, 2006[8]
- Sul limitare dell'alba, per violoncello e contrabbasso, 2005
- In mei memoriam facietis, meditazione per organo, 2006
- Florilegio di madrigali, omaggio a Gesualdo da Venosa, per voce recitante e orchestra, 2008
- Passeggiando per la fiera in Garduna, per banda e ensemble di fiati, 2010
- Preludio al corale "Domine scrutatus es", per organo, in: Preludi organistici vol. 2, Bergamo, Edizioni Carrara, 2012
- Cantantibus chordis, per violoncello e organo
- Intime stagioni, cornici musicali a 12 hayku di Alessandro Petri, per pianoforte e voce recitante, 2012
- Bridges, an American short cantata for soprano and chamber orchestra, poesie di Longfellow, Rhodes, Pollock, Dromgoole e Strauss, 2014
- Balera d'Essai (Tanguer dans le tango, Souriez! C'est un cha-cha-cha, Brasilera) per clarinetto, fagotto e pianoforte, 2015
- I Costruttori, cantata breve per mezzosoprano e orchestra da camera, poesia di R. Becheri, 2016
- War poems, for narrating voice and orchestra. Lyrics from American War World I, poems by Ford, Norton and Seeger, arranged by R. Becheri, 2018
- Harun al-Rashid's dream in Fujairah, for concertante flute and orchestra, 2019
- Postludio al corale "Laudamus te", 2023
- Carlo Magno allo specchio e Minisuite canonica in: "Cantintondo 2", Edizioni Carrara, 2024

### Orchestrazioni
- Wir bauen eine Stadt, elaborazione per orchestra di studenti (flauto, oboe, clarinetto, fagotto, tromba, corno, archi, percussioni) dell'omonima opera per bambini (voci bianche) e pianoforte di Paul Hindemith
- Das Eisenbahnspiel, elaborazione per orchestra di studenti (flauto, oboe, clarinetto, fagotto, tromba, corno, archi, percussioni) dell'omonima opera per bambini (voci bianche) e 2 violini di Paul Dessau
- M'ama...non m'ama, suite lirica per tenore e orchestra: orchestrazione degli originali per canto e pianoforte, con composizione delle sezioni di collegamento, di sei liriche di Pietro Mascagni, Milano, Sonzogno, materiale a noleggio
- L'acqua cheta , revisione e nuova orchestrazione dell'omonima operetta di Giuseppe Pietri, Milano, Edizioni Suvini-Zerboni, materiale a noleggio[9]
- Sì , revisione e nuova orchestrazione dell'omonima operetta di Pietro Mascagni, Milano, Lombardo Editore, materiale a noleggio[10]
- Treemonisha, revisione e orchestrazione dell'omonima opera lirica di Scott Joplin
- Varie altre da: D. Zipoli, F. Schubert, R. Galli, D. Shostakovich, M. Castelnuovo-Tedesco.

### Riduzioni e Arrangiamenti
- L'Elisir d'amore, riduzione dell'orchestra in piccola orchestra dell'omonimo dramma giocoso di Gaetano Donizetti
- Œdipus rex, riduzione dell'orchestra in ensemble e del coro virile da 4 a 2 voci dell'omonima opera-oratorio di Igor' Fëdorovič Stravinskij
- Prometheus, riduzione dell'orchestra in ensemble dell'omonima opera di Carl Orff
- Médée, riduzione dell'orchestra in ensemble dell'omonima opera di Darius Milhaud
- Varie altre da: P. Mascagni, G. Rossini, A. Vivaldi, F. Liszt, R. Schumann, F. Chopin, M. De Falla, D. Milhaud, G. Andreozzi, F. Busoni.

### Elaborazioni di canto popolare
- Le Fabbrichine , elaborazione per coro femminile a 4 voci, Adliswil, Svizzera, Pizzicato Verlag Helvetia, 1997[11]
- Il lavoro e l'amore delle donne di Val di Bisenzio , raccolta di elaborazioni per coro misto, Adliswil, Svizzera, Pizzicato Verlag Helvetia, 1997[12]
- E la donna per essere bella;[13] E l'uccellino monta sul piede;[13] La mi mamma l'è vecchiarella;[13] Eron tre segantini;[13]

## Attività musicologica

### Revisioni
- Eurilla e Beltramme, revisione e realizzazione del basso continuo dell'omonimo intermezzo in tre atti di Domenico Sarro
- Arianna, realizzazione del basso continuo dell'omonimo intreccio scenico musicale di Benedetto Marcello, Roma, Edipan, materiale a noleggio
- Canzona, trascrizione e ricostruzione da un canone di Antonio Brunelli, Bergamo, Edizioni Carrara, 1985
- Venerabilis barba inculta capuccinorum, trascrizione e revisione per coro virile dell'omonimo scherzo di Giovan Battista Pergolesi
- Tre quintetti, trascrizione e revisione di tre quintetti d'archi di Salvatore Tinti, Padova, Zanibon, materiale a noleggio
- Sonata, revisione e realizzazione del basso continuo della Sonata per violino e basso continuo di Domenico Zipoli, Padova, Zanibon, 1985
- Dell'offese a vendicarmi, revisione e realizzazione del basso continuo della omonima cantata per contralto e basso continuo di Domenico Zipoli, Padova, Zanibon, 1986
- Mia bella Irene, revisione e realizzazione del basso continuo della omonima cantata per soprano e basso continuo di Domenico Zipoli, Udine, Pizzicato Edizioni Musicali, 1998
- Tre sonate fugate, trascrizione e revisione di tre sonate di Giovan Francesco Becattelli, Mantova[14]
- Responsori della Settimana Santa, trascrizione e revisione degli omonimi responsori a 4 voci miste di Paolo Aretino
- Sei sonate da cimbalo, trascrizione e revisione della raccolta di sonate di Alessandro Felici, Mantova[14]
- Divertimento, per flauto, fagotto e pianoforte di Cesare Ciardi. Trascrizione e revisione, Firenze 2018, ISBN 9788894100754
- Aria, per violino e organo o armonium di Ildebrando Pizzetti. Revisione e ricostruzione, Firenze, 2018 ISBN 9788894100716
- Sigune, opera in due atti e un prologo di Ferruccio Busoni, trascrizione e revisione. Centro Studi "F. Busoni", Empoli 2024, ISBN 9791221058086

### Studi
- Domenico Zipoli organista e compositore pratese, in Atti della giornata di studio, Prato, Conservatorio San Niccolò, 17 giugno 1981;
- Attilio e Dante Nuti dal fondo manoscritti della Scuola "G.Verdi" di Prato, «Prato. Storia e arte», 1983, 62, 127-33;
- Antichi documenti musicali a Prato, «Prato. Storia e arte», 1984, 64, 45-50;
- Ugo Panziera e la lauda musicale del secolo XIV, «Prato. Storia e arte», 1984, 65, 26-36;
- Vita musicale a Prato durante l'episcopato di Scipione de' Ricci, «Archivio storico pratese», 1985, 116, 121-142;
- Le corali a Prato, «Progress», 1985, 52, 73-76;
- Attilio Ciardi, «Prato. Storia e arte», 1986, 68, 88;
- Le bande musicali a Prato, «Progress», 1987, 69, 4-7;
- Giulio Borselli, violinista, «Prato. Storia e arte», 1985, 67, 26-31;
- Il caso Zipoli, «Progress», 1988, 70, 22-25;
- Salvatore Tinti violinista e compositore fiorentino, «Arte liutaria», 1989, 12;
- I Gabbiani. Cronaca di un rinnovamento, in I 150 anni del Concerto cittadino E. Chiti, catalogo della mostra organologica e documentaria a cura di Roberto Becheri, Prato, 5-31 dicembre 1992, Certaldo, Federighi Colorgrafiche, 69-75;
- Arturo Benedetti Michelangeli a Prato; fra cronaca e storia, CD Diapason DRCD69;[15]
- Un maestro di Domenico Zipoli: Giovan Francesco Becattelli, in Mila De Santis, Domenico Zipoli: itinerari iberoamericani della musica italiana nel settecento, Volume 31 di Quaderni della Rivista italiana di musicologia, Firenze, Olschki, 1994, ISBN 978-88-222-4195-5, 19-32;
- Per una storia delle bande di Prato e comprensorio, in …Il fragor di trombe e pifferi, catalogo degli strumenti a fiato di interesse storico-documentario presenti nelle collezioni delle bande di Prato e Provincia, Prato, 1999, 7-12[16]
- Biagio Pesciolini nella cultura locale, in Maraviglioso et armonico concento. Studi e ricerche per Biagio Pesciolini (1534-1611), atti dell'incontro di studio, Prato, 14 dicembre 1996, Prato, 2002, 7-10[16]

## Attività organologica

### Mostre e cataloghi
- Il corno di posta: da mezzo di segnalazione a strumento sinfonico: catalogo della mostra organizzata dall'Istituto di studi storici postali, Prato, Palazzo Pretorio, 18 marzo-2 aprile 1989, accompagnato da musicassetta, «Quaderni di storia postale», 1989, 12. ISBN 88-85658-07-5.
- I 150 anni del Concerto cittadino E. Chiti, catalogo della mostra organologica e documentaria a cura di Roberto Becheri, Prato, 5-31 dicembre 1992, Certaldo, Federighi Colorgrafiche
- con Lorenzo Fratini, …Il fragor di trombe e pifferi, catalogo degli strumenti a fiato di interesse storico-documentario presenti nelle collezioni delle bande di Prato e Provincia, Prato, Palazzo Pretorio, 7 - 27 maggio 2000, «I Quinterni» n.2 , 1999[16]

### Studi
- I pionieri di un'antica arte. La tradizione organaria pratese, «Progress», 1986, 60, 54-58;
- I liutai Vettori, «Progress», 1988, 75, 64-65;
- Ciro Scarponi e l'orchestra italiana di clarinetti, «Aulos», 1990, 2;
- Matteo degli Organi, «Prato. Storia e Arte», 1991, 79, 35-39;
- Serpentone, oficleide e rothfono nella collezione di strumenti musicali del Conservatorio, in Annuario anno accademico 1994-95 / Conservatorio Statale di Musica "Girolamo Frescobaldi", Ferrara, 1995;
- Una "macchina di tortura" nella collezione di strumenti musicali: il Dattilapero, in Annuario anno accademico 1995-96 / Conservatorio Statale di Musica ‘Girolamo Frescobaldi’, Ferrara, 1996;
- I corni nella collezione di strumenti musicali del Conservatorio, in Annuario anno accademico 1995-96 / Conservatorio Statale di Musica ‘Girolamo Frescobaldi’, Ferrara, 1997

## Attività didattica

### Pubblicazioni
- Cromatismo ed Enarmonia, corredato da bassi e melodie per esercitazione, Caserta, Santabarbara, 1993;
- La scuola della Lettura, metodo in 5 fascicoli sulla lettura della partitura scritto con Flora Gagliardi - Fascicolo I: Lettura e trasporto alla tastiera, Milano, Intra's, 1995;
- La scuola della Lettura, metodo in 5 fascicoli sulla lettura della partitura scritto con Flora Gagliardi - Fascicolo II: Lettura alla tastiera con intonazione vocale, Milano, Intra's, 1997

### Seminari
Per: Università di Ferrara, Università di Siena, Regione Toscana, Provveditorato agli Studi di Ferrara, Conservatorio "G. Frescobaldi" di Ferrara, Fondazione “G. d’Arezzo”,  ed altri.

## Teatro di prosa
- Una riga ti potrà salvare, commedia in due atti per due attori, video e diaproiezioni, Lucca, Edizioni della Provincia di Lucca, 2001
- L'operetta che non c'è, spettacolo di operetta in due atti con musica di repertorio, 2003

## Saggistica
- In attesa dell'alba. Appunti per servire ad una nuova visione della musica e dell'arte, Udine, Campanotto Editore, 2010. ISBN 978-88-456-1116-2.
- Il giovane Cherubini. Note sull'apprendistato di un compositore europeo, Firenze, 2015. ISBN 978-88-941007-0-9.
- L'Armida abbandonata del giovane Cherubini. Uno studio introduttivo e un'inedita raccolta delle Arie per canto e pianoforte, Firenze, 2018. ISBN 978-88-941007-3-0
- Dalla Teosofia all'armonica, un'antologia di tavole, Milano, Edizioni Alvorada, 2018. ISBN 978-88-99280-43-7
- Mesenzio re d'Etruria del giovane Cherubini. Uno studio introduttivo e un'inedita raccolta delle Arie per canto e pianoforte, Firenze, 2019. ISBN 978-88-941007-2-3
- L'Idalide del giovane Cherubini. Uno studio introduttivo e un'inedita raccolta delle Arie per canto e pianoforte, Firenze, 2020. ISBN 978-88-941007-4-7
- 1818-2018 Firenze e la musica strumentale del secondo Ottocento: Abramo Basevi, Giulio Briccialdi, Cesare Ciardi. Raccolta di saggi e contributi a cura di Roberto Becheri, Firenze, 2021. ISBN 978-88-941007-7-8
- Arnaldo Bonaventura: musicologo, divulgatore e molto altro. Atti della Giornata di Studi a cura di Roberto Becheri e Paola Gibbin, Firenze, 2024. ISBN 979-12-985271-0-2

## Discografia
- Le fatiche di Ercole nel cielo stellato, CD La Finestra G001F; Ricercare, Nastro Il Bagatto B-PM02; CD Pagano CD003A; Ottetto, LP Diapason DR3301; Arcane frequenze, CD Agenda CD182000; Tre Strambotti, Nastro Il Bagatto B-PM02; Sweet Micro Suite, CD Rai Trade RTC003; Le Fabbrichine, Nastro e CD Labstudio; Il sigillo di Salomone, CD Città di Camaiore; In mei memoriam facietis, Cantantibus Chordis, Postludio al corale "Laudamus te", CD Tactus TC 940004.